# Río Blanco (Maipo)
El río Blanco es un curso natural de agua que nace en la cordillera de los Andes y fluye hacia el norte hasta desembocar en el río Maipo.

## Trayecto
Respecto a su nombre, Niemeyer lo justifica con: "Debe decirse que es en este tramo donde el curso superior del Maipo adquiere su gran turbidez en las crecidas, al estar flanqueado por cerros deleznables de "tierras malas", ricas en yeso. Los nombres de los ríos Negro, Barroso y Blanco que drenan dichas tierras hablan por sí solos de su influencia en tal sentido."

## Caudal y régimen
Es un río de alimentación glacial.: 333 

## Historia
Francisco Solano Asta-Buruaga y Cienfuegos escribió en 1899 en su Diccionario Geográfico de la República de Chile sobre el río:
Río Blanco.-—Afluente del río Maipo en la parte sudeste del departamento de la Victoria.
Blanco (Río).-—Riachuelo de la parte oriental del departamento de la Victoria, que nace por la inmediación al O. del Río Barroso. Corre por entre esas sierras hacia el N. y va á morir en la izquierda de la parte superior del Maipo.
Luis Risopatrón lo desescribió en 1924 en su obra Diccionario jeográfico de Chile como:: 85 
Blanco (Río), es de corto curso, de aguas mui rápidas y muy turbias con arcilla en suspensión procedentes de las capas margosas que atraviesa, corre hacia el N y se vácia en la margen S del curso superior del río Maipo, a corta distancia al W de la desembocadura del río Barroso: su hoya hidrográfica comprende unos 74 km² de superficie.